# Bataille d'Étampes (1652)
Ne doit pas être confondu avec Siège d'Étampes (1652).
La Fronde
La bataille d'Étampes s'est déroulée lors de la Fronde le 4 mai 1652 par un coup de force des troupes royales commandées par le vicomte de Turenne contre l'armée des Princes réfugiée dans la ville. Elle reste une des batailles les plus sanglantes de cette période.

## Description de la ville d'Étampes
La ville d'Étampes est située à environ 15 lieues de Paris, entre la capitale et Orléans. C'est une ville entourée de murailles flanquées de petites tours rondes au pied desquelles coule une rivière qui se jette dans la Seine, près de Corbeil. En venant de Châtre, la ville et le faubourg sont surplombés par une petite colline au sommet de laquelle est implantée une haute tour qui domine les alentours.
Côté Orléans, les faubourgs sont traversés d'un côté par une rivière, et de l'autre par un ruisseau qui se rejoignent sous les murs de la ville, au niveau de la porte d'Orléans

## Déroulement
Arrivant de Châtillon-Coligny pour rejoindre Paris, l'armée des Princes s'arrête à Étampes car la ville abrite une grande réserve de blé (pour au moins 4 mois). Cette armée est menée par le prince de Condé, le duc de Beaufort et le duc de Nemours qui partent immédiatement pour Paris, laissant le commandement des troupes au baron de Clinchamp, lieutenant-général des troupes des Pays-Bas, au comte de Tavannes, Jacques de Saulx, lieutenant-général des troupes du prince de Condé, et au comte de Valon, maréchal de camp des troupes du duc d'Orléans.
La troupe se fait ouvrir la porte du faubourg Saint-Pierre car les habitants croient avoir affaire aux troupes du Roi. Ils n'ont pas reconnu l'homme qui la précède : le marquis de la Boulaye qui, en 1649, était venu à Étampes, à la demande des frondeurs, chercher des bêtes sur pied et des vivres pour les ramener à Paris.
Cette armée est composée de 9 régiments d'infanterie dont ceux de Condé, de Conti et de Bourgogne ainsi que des troupes auxiliaires des Pays-Bas constituées principalement des soldats allemands et espagnols qui occupent le faubourg Saint-Martin, La plaine du petit Saint-Mars est tenue par les régiments de Brouc et de Vitemberg ainsi que par la cavalerie composée de 500 chevaux.
Afin de couper la route de Paris aux hommes de Condé, le vicomte de Turenne forme un barrage à Châtre, devenue aujourd'hui Arpajon. Il fait marcher son armée toute la nuit pour arriver devant Étampes le 4 mai et voir l'armée ennemie installée sur la plaine, après avoir rendu les honneurs à Mademoiselle qui, accompagnée de ses deux maréchales de camp Gilonne d'Harcourt, comtesse de Fiesque et Anne de La Grange-Trianon, comtesse de Frontenac, regagne Paris en venant d'Orléans. Apercevant les troupes royales, l'armée frondeuse se précipite dans la ville poursuivie par les troupes de Turenne.
L'infanterie du marquis d'Hocquincourt attaque par la droite, côté ruisseau. Essuyant le feu ennemi et bloquée par la profondeur du ruisseau infranchissable à cet endroit, elle se retire vers un moulin situé plus haut,. 
Sur la gauche, la ligne de défense est enfoncée, sans grande résistance, par la cavalerie de Charles-Félix de Galéan, duc de Gadagne. La totalité de l'infanterie et les escadrons de la cavalerie commandée par d'Hocquincourt entrent dans la ville, coupant tous moyens de secours aux assiégés.
Ayant trouvé un passage sur le ruisseau, le régiment de Picardie entre aussi dans la ville, après de furieux combats où l'on se bat mur par mur, et parvient à pousser les défenseurs vers une église toute proche où ils se retranchent. De l'autre côté, les troupes de Turenne traversent la ville et se trouvent confrontées au régiment de Bourgogne qui les repousse jusqu'à la dernière muraille où ils font volte-face et se cramponnent à leur position. Profitant d'une accalmie dans les combats, des soldats royalistes parviennent jusqu'au mur défendu par les forces condéennes et commencent à leur jeter des pierres. La position devient vite intenable pour les défenseurs, pris sous le feu des assiégeants et ils finissent par battre en retraite vers l'église où est déjà réfugiée une partie des troupes acculées par le régiment de Picardie. Dans l'incapacité de se défendre, ils demandent reddition et la vie sauve, ce qui leur est accordé,.
La cavalerie des princes se sauve en laissant l'infanterie commandée par le comte de Chavagnac qui souligne, dans ses Mémoires « qu'elle partait rejoindre les troupes du duc de Lorraine en vue de revenir à Étampes le libérer. »
Malgré la volonté du pouvoir, Turenne ne peut soutenir un siège car il manque de vivres et de munitions de guerre et quitte Étampes le 6 mai. Il reviendra le 27 mai pour tenir le siège de la ville.

## Pertes
- Assiégés : 900 tués dont le baron de Briole et le comte de Furstemberg et 1 700 prisonniers[1],[5]
- Assaillants : 500 tués et beaucoup de blessés dont le comte de Quincé et le comte de Broglie[1]

## Sources